# Dornbirn
Dornbirn (in alemanno: Doarobiro) è un comune austriaco di 50.195 abitanti nel distretto di Dornbirn nel Vorarlberg, del quale è il centro maggiore (il capoluogo invece è Bregenz); ha lo status di città capoluogo di distretto (Bezirkshauptstadt). È la decima città più grande dell'Austria e un importante centro commerciale.
L'importanza della città si sviluppò relativamente tardi, alla fine del XIX secolo, con la fioritura dell'industria tessile che fece rapidamente di Dornbirn il più grande comune tra il Reno alpino e l'Arlberg. Dal declino dell'industria tessile locale nell'ultimo quarto del XX secolo, il commercio, il turismo e alcune imprese industriali di medie dimensioni hanno contraddistinto l'economia della città, che rimane un centro economico dominante e di gran lunga il principale luogo di lavoro nel Vorarlberg. Con l'Università di scienze applicate del Vorarlberg fondata qui negli anni '90, Dornbirn è anche la sede universitaria più importante dello Stato e un centro per la scienza e l'istruzione.

## Geografia

### Geografia fisica
È posta sulla riva destra del Reno a poca distanza dal confine svizzero e non distante da Bregenz e dal confine tedesco. È attraversata dal Dornbirner Ach, immissario del Lago di Costanza.
Dornbirn si trova ad un'altitudine di 437 metri nella valle del Reno, ai piedi delle Prealpi di Bregenz all'estremità occidentale delle Alpi orientali. Geograficamente, Dornbirn appartiene al paesaggio Vorderer Bregenzerwald, che fa parte delle Prealpi austriache.

### Clima
| Dornbirn              | Mesi  | Mesi  | Mesi  | Mesi | Mesi | Mesi | Mesi | Mesi | Mesi | Mesi | Mesi  | Mesi  | Stagioni | Stagioni | Stagioni | Stagioni | Anno  |
| Dornbirn              | Gen   | Feb   | Mar   | Apr  | Mag  | Giu  | Lug  | Ago  | Set  | Ott  | Nov   | Dic   | Inv      | Pri      | Est      | Aut      | Anno  |
| --------------------- | ----- | ----- | ----- | ---- | ---- | ---- | ---- | ---- | ---- | ---- | ----- | ----- | -------- | -------- | -------- | -------- | ----- |
| T. max. media (°C)    | 4,2   | 5,8   | 10,8  | 15,7 | 20,1 | 23,3 | 24,9 | 24,0 | 19,7 | 14,8 | 8,5   | 4,8   | 4,9      | 15,5     | 24,1     | 14,3     | 14,7  |
| T. min. media (°C)    | 0,4   | 1,3   | 5,2   | 9,7  | 14,9 | 18,2 | 19,3 | 18,6 | 14,1 | 9,9  | 4,6   | 1,3   | 1,0      | 9,9      | 18,7     | 9,5      | 9,8   |
| T. max. assoluta (°C) | 17,9  | 19,7  | 23,2  | 30,0 | 31,5 | 34,6 | 36,8 | 36,1 | 31,0 | 27,9 | 25,2  | 20,6  | 20,6     | 31,5     | 36,8     | 31,0     | 36,8  |
| T. min. assoluta (°C) | −17,9 | −17,7 | −17,3 | −7,0 | 0,0  | 3,2  | 5,7  | 5,0  | 0,9  | −5,4 | −13,3 | −16,3 | −17,9    | −17,3    | 3,2      | −13,3    | −17,9 |
| Precipitazioni (mm)   | 71    | 69    | 93    | 103  | 164  | 188  | 187  | 192  | 148  | 106  | 95    | 95    | 235      | 360      | 567      | 349      | 1 511 |

## Storia
I resti archeologici trovati nei dintorni della città rilevano che i primi insediamenti umani risalgono al Neolitico. Di particolare rilievo è un reperto recuperato nel 1971 consistente nella parte superiore di una mazza databile tra 3000 e 1800 a.C.
Un documento del monastero benedettino di San Gallo datato 15 ottobre 895 porta sul retro la seguente nota d'archivio: Concambium Hadamari de Schostinzinisvvilare et Torrinpuirron, dove Torrinpuirron sta per Dornbirn. Circa sessant'anni dopo, il 21 maggio 957, Dornbirn appare di nuovo in un atto di cessione, con il quale due monaci cedono al monastero di San Gallo tutti i loro beni posseduti nella villa Thornbiura.
Nel Basso Medioevo Dornbirn passò sotto la monarchia asburgica nel 1380. Ottenne lo status di città nel 1902. Fino agli anni ottanta è stata un importante centro tessile.

### Simboli
Esso raffigura un albero di pere verde su uno scudo rosso-bianco-rosso. L'albero di pere rimanda al significato della parola "Dornbirn" (Birne in tedesco significa pera). Lo scudo è una dichiarazione di fedeltà agli Asburgo e allo stesso tempo un segno di distinzione dai nemici regionali dell'epoca, gli Emser.

## Società

### Popolazione
Dornbirn ha una popolazione totale di 50.360 persone (1º gennaio 2022), pari a circa il 12% della popolazione del Vorarlberg. La popolazione della città è quasi equamente divisa tra uomini e donne. Mentre il censimento del 2001 contava 20.730 uomini (49,0%), la parte femminile della popolazione ammontava a 21.571 (51,0%). Nello stesso censimento, l'86,6% degli abitanti di Dornbirn è risultato avere la cittadinanza austriaca. Il 74,8% degli abitanti di Dornbirn era cattolico romano (78,03% nell'intero Vorarlberg), un altro 2,6% era protestante (2,23% nel Vorarlberg) e il 2,7% apparteneva a una chiesa cristiano-ortodossa (2,61% nel Vorarlberg). L'Islam è un altro gruppo religioso rappresentato. Nel 2001, il 9,9% degli abitanti di Dornbirn era musulmano (Vorarlberg 8,36%).

### Migrazione
Dornbirn è caratterizzata dall'immigrazione: è la città del Vorarlberg con la più alta percentuale di stranieri. La quota maggiore di cittadini stranieri è di origine turca. Questo è il risultato delle grandi ondate migratorie degli anni Cinquanta e Sessanta, quando un numero sempre maggiore di lavoratori è stato reclutato dalla Turchia per soddisfare la richiesta dell'industria tessile.

## Monumenti e luoghi d'interesse

### Edifici storici

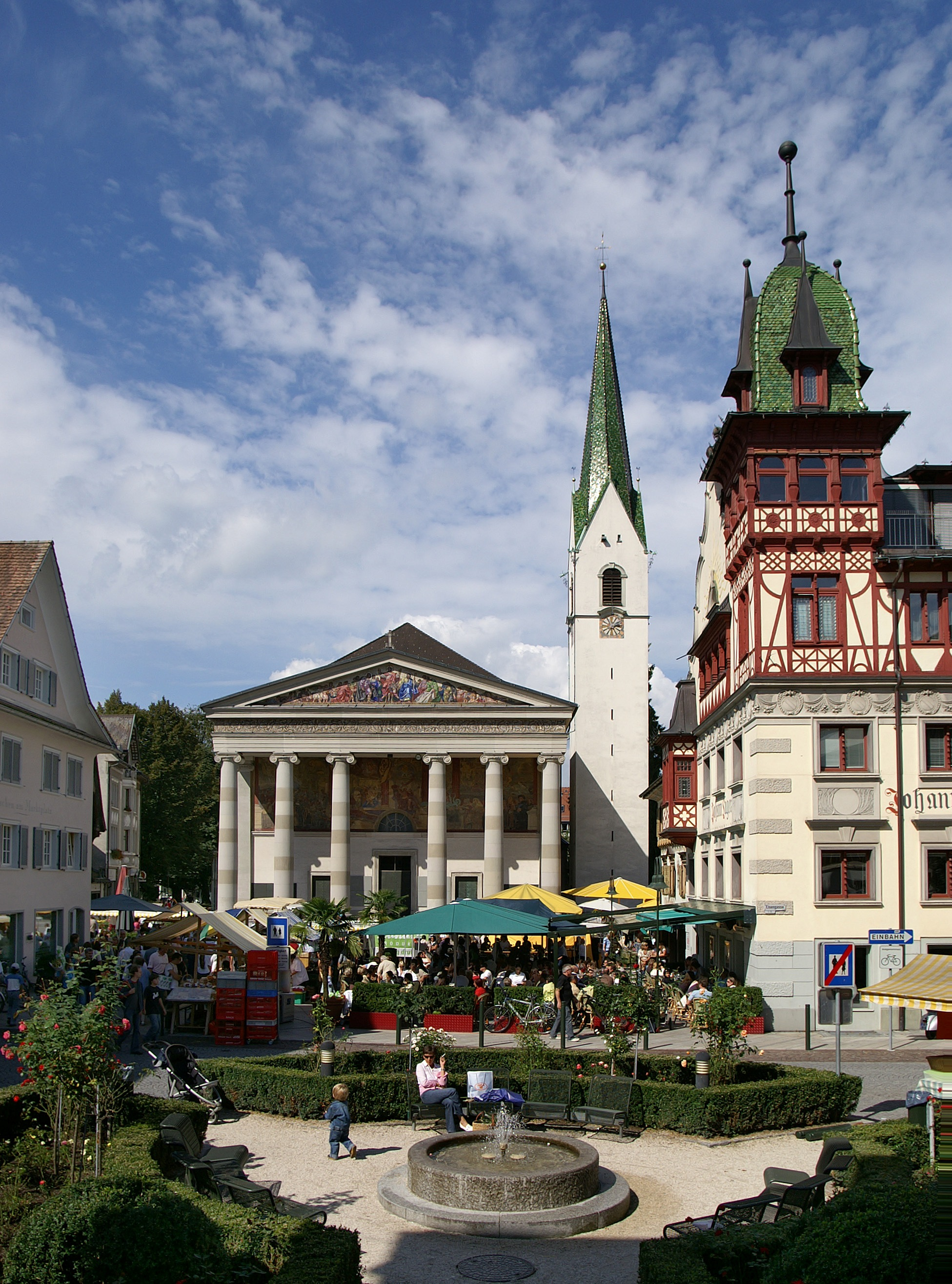
La piazza principale di Dornbirn con la chiesa parrocchiale di Sankt Martin (al centro) e la Casa-Johann-Luger (a destra).

- La piazza principale di Dornbirn con la chiesa parrocchiale di Sankt Martin (al centro) e la Casa-Johann-Luger (a destra).Chiesa parrocchiale di Sankt Martin (1839-1840): questa chiesa è anche popolarmente conosciuta come Dorferkirche o Markterkirche. La chiesa di Sankt Martin fu menzionata per la prima volta nel 1130.
- La Rotes Haus (1639) (in italiano la Casa Rossa): nel 1639, Michael Danner e Verena Rhomberg costruirono il Gasthof Zum Engel sul sito della vecchia canonica di Dornbirn. Nel 1954/1955, il discendente dei costruttori, August Rhomberg, lo fece ristrutturare dall'architetto Franz Hoffenscher.[9]
- Adolf-Rhomberg-Haus: maestosa casa borghese tardo barocca (1799), ricostruita nel 1900 con elementi di Art Nouveau.[10]
- Casa-Johann-Luger (1901-1902): questa conversione da parte dei successivi architetti dell'Art Nouveau mostra quanto strettamente lo stile Liberty e il nazionalismo romantico fossero strettamente correlati nel Vorarlberg.
- Case a schiera degli operai (1907): questi edifici nella Bündtlittenstraße del capomastro di Bregenz, Otto Mallaun, sono un esempio speciale dell'adozione e dell'applicazione locale del modello inglese di casa a schiera.
- Schlossguggerhaus: con la sua data approssimativa di costruzione intorno al 1294, questo è il più antico edificio sopravvissuto di Dornbirn.[11]

### Edifici moderni
- LifeCycle Tower ONE: un esempio di architettura moderna del Vorarlberg è la LifeCycle Tower ONE (LCT ONE), un progetto architettonico innovativo che si occupa di efficienza ambientale ed energetica; è stato realizzato nel 2012 e con i suoi otto piani è il primo complesso ibrido modulare in legno non rivestito al mondo.[12][13]
- Panoramahaus: in questo edificio dell'architetto Bernhard Bügelmayer, completato nel 2005, la struttura ellittica è avvolta da una facciata di vetro curvo.[14] Questo offre agli ospiti della Home of Balance e del Four Points by Sheraton la vista panoramica del paesaggio dal lago di Costanza, delle montagne locali di Dornbirn, della città di Dornbirn, e della Valle del Reno fino ai massicci rocciosi svizzeri, regalando un’esperienza unica.
- Il Messestadion Dornbirn è un palazzetto dello sport costruito nel 2003 dall'architetto Leopold Kaufmann. Fa parte dell'area espositiva di Dornbirn e può ospitare 4.270 spettatori. Come pista di ghiaccio, l'edificio è lo stadio principale del club di hockey su ghiaccio EC Dornbirn.[15]

## Cultura

### Istruzione
- Università di scienze applicate del Vorarlberg (FH Vorarlberg)

### Musei
- Il Dornbirn Stadtmuseum, il museo civico di Dornbirn, è specializzato nella storia della città, nella fotografia antica, nell'artigianato tradizionale, nell'agricoltura e nell'industria tessile un tempo fiorente.[2][16]
- Inatura è un museo interattivo di storia naturale che include un centro di documentazione sulla natura del Vorarlberg e una mostra interattiva permanente. Inatura promuove ricerche e progetti su rocce, funghi, animali e piante nella regione.[17]
- Il Mohren Biererlebniswelt è un museo della birra ospitato nella più antica fabbrica di birra del Vorarlberg, la Mohrenbrauerei. Al suo interno si può scoprire l'attrezzatura tradizionale del birrificio e ricevere approfondimenti sulla storia della produzione della birra; inoltre vengono organizzati periodicamente workshop.[18]La fabbrica di birra Mohrenbrauerei a Dornbirn.

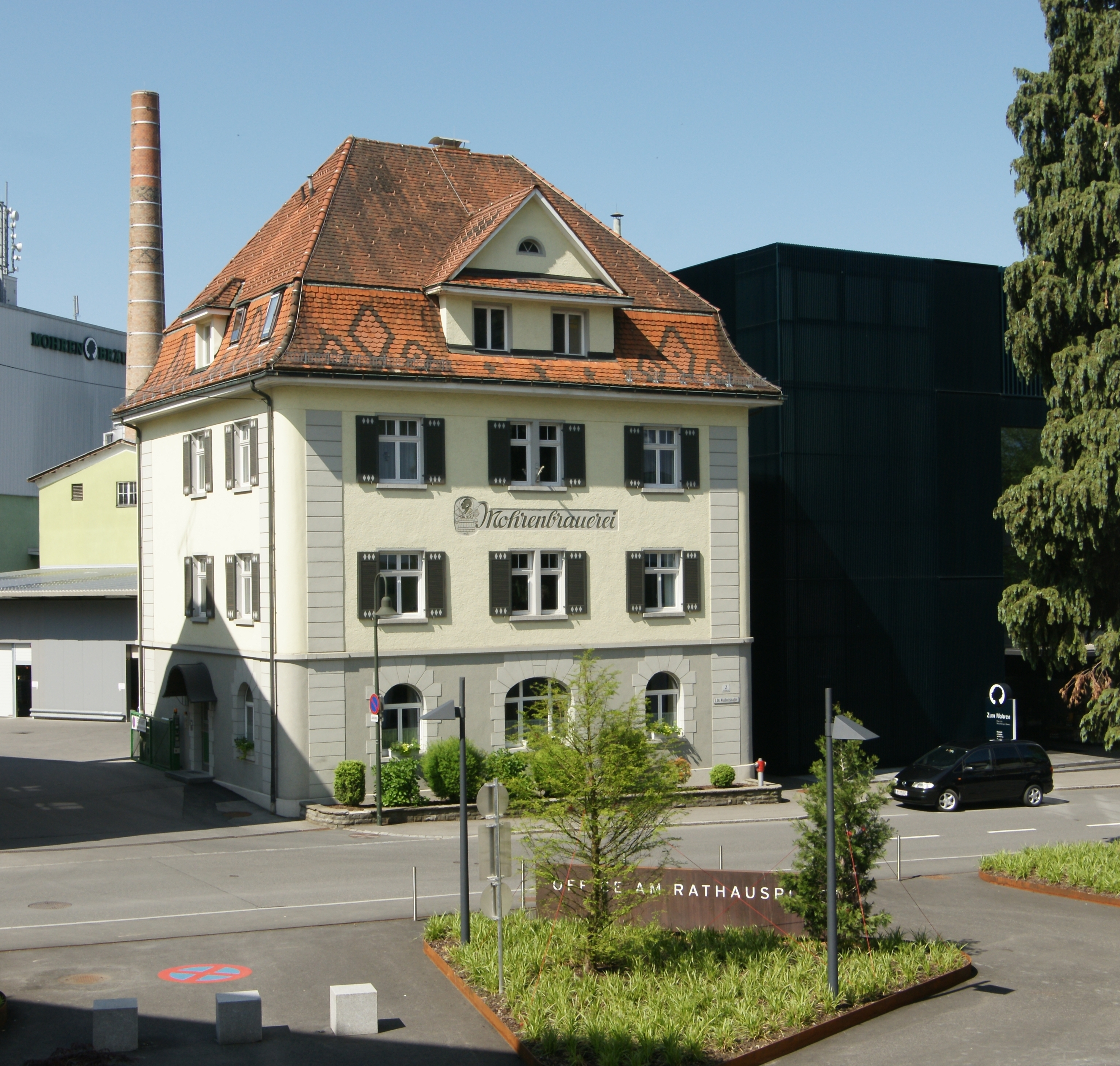
La fabbrica di birra Mohrenbrauerei a Dornbirn.

- Il Museo Rolls-Royce è un museo automobilistico privato al cui interno i visitatori possono sperimentare da vicino veicoli Rolls-Royce di alta qualità e aerei leggendari con motori Rolls-Royce su una superficie di circa 5.000 metri quadrati.[19]
- ART BODENSEE è un punto d'incontro annuale per artisti, collezionisti e appassionati d’arte. Dal 2001 include mostre di opere di artisti internazionali.[20]
- Il museo FLATZ è un forum che si occupa di impulsi artistici e posizioni culturali contemporanee. Annovera mostre temporanee progettate e curate da ospiti internazionali con particolare attenzione all'arte fotografica; organizza letture, serie di conferenze, discussioni e performance di varia natura.[21]

### Architettura

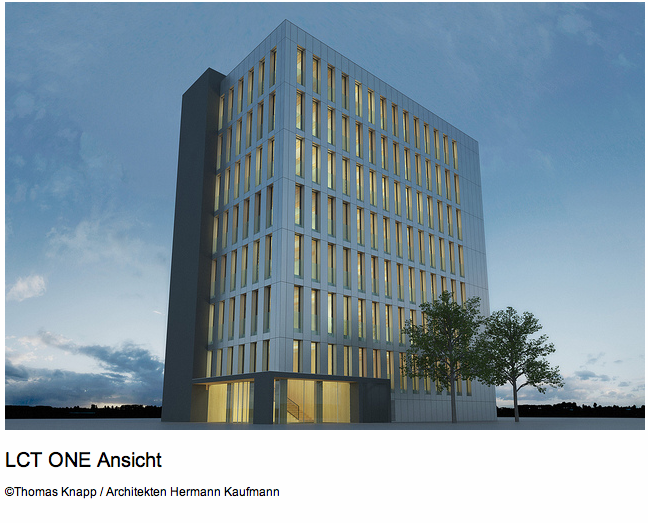
LCT ONE a Dornbirn

Il paesaggio urbano di Dornbirn è caratterizzato dallo stile architettonico dei secoli XIX e XX. Nella seconda metà del XX secolo l’ambiente architettonico locale ha attirato l'attenzione internazionale con il termine Neue Vorarlberger Bauschule (in italiano Nuova Scuola Edile del Vorarlberg), i cui rappresentanti includono la Cooperative Dornbirn - poi Baumschlager & Eberle, Dietrich/Untertrifaller o Oskar Leo Kaufmann. A Dornbirn e dintorni, soprattutto a partire dagli anni '80, sono stati costruiti molti edifici che hanno attirato l'attenzione del mondo professionale di tutta Europa sotto questa etichetta.
Anche gli edifici più vecchi di Dornbirn sono architettonicamente interessanti. Da un lato, questi si trovano direttamente sulla piazza del mercato (ex piazza Adolf Hitler), con il simbolo di Dornbirn, la Casa Rossa, così come la chiesa di San Martino. Altri edifici storicamente significativi o architettonicamente interessanti sono le chiese parrocchiali negli altri quartieri della città.

### Aree naturali
Il Karren, alto 976 metri, è la montagna locale di Dornbirn, situata a sud-est della città. La Karrenseilbahn, una funivia, conduce fino ad essa, coprendo un dislivello di circa 520 metri. Sulla cima boscosa si trova un ristorante panoramico e il Karren-Kante, una piattaforma panoramica a 12 metri. Dalla stazione di montagna si può salire fino alla cima del monte Staufen o scendere lungo un sentiero naturale attraverso il bosco fino al lago Staufensee.
Ci sono numerose altre montagne nel territorio comunale della città, facilmente accessibili grazie al sistema di sentieri del Vorarlberg. I più noti sono il già citato Staufen, il Mörzelspitze e la montagna più importante del comune, l'Hohe Freschen. La montagna più alta è il Sünser Spitze.
La gola di Rappenloch con il lago Staufensee e la gola Alploch sono popolari destinazioni di escursioni a sud-est di Dornbirn. Le due gole sono attraversate dal fiume Dornbirner Ach e sono tra le più grandi gole delle Alpi orientali. Le due gole sono accessibili dal 1890. Nel piccolo bacino tra di loro si trova lo Staufensee, creato nello stesso anno come serbatoio d'acqua per la centrale elettrica di una filanda nel distretto di Gütle (distretto di Oberdorf).

## Geografia antropica

### Suddivisioni amministrative
Dornbirn agli inizi del Novecento era divisa in quattro quartieri: Markt, Hatlerdorf, Oberdorf e Haselstauden. Con la crescita della città ha inglobato due frazioni a ovest (Rohrbach e Schoren) portando a sei il numero di quartieri.

## Economia

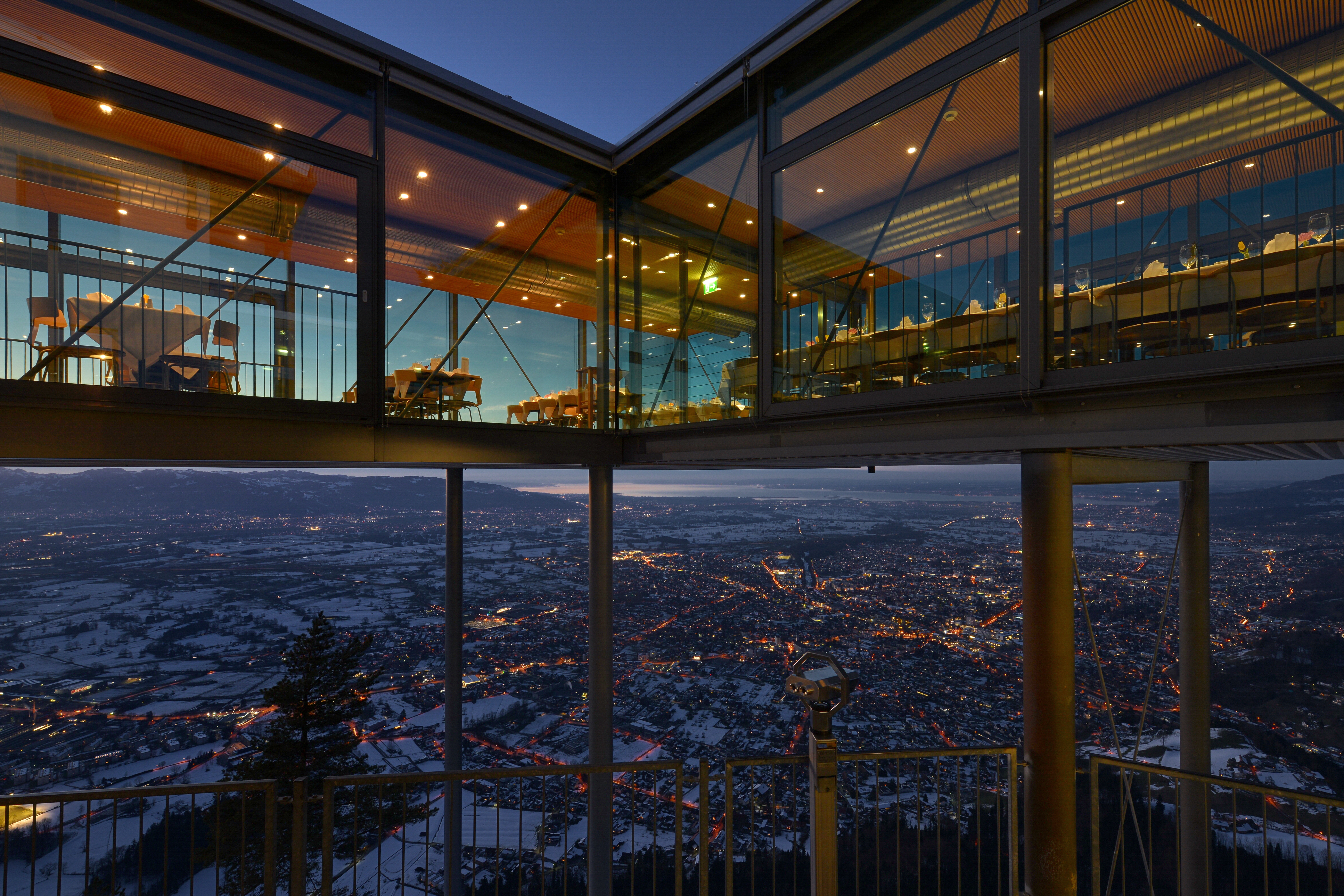
Vista dal ristorante panoramico sul monte Karren.

Dornbirn è un centro industriale per il Vorarlberg e per tutta la valle settentrionale alpina del Reno. Dal periodo d'oro dell'industria tessile, la fiera di Dornbirn, che era una delle più grandi fiere tessili in Austria, ha avuto una grande importanza. Sia come impiegati nelle imprese di Dornbirn che come consumatori, gli abitanti dei dintorni rurali di Dornbirn, specialmente del Bregenzerwald, sono un fattore economico importante. Oggi sulla fiera di Dornbirn si trova il Messepark, il più grande centro commerciale del Vorarlberg.
Sono in particolare molto frequentati il centro della città, dove molti negozi si sono uniti per formare una comunità commerciale sotto il nome di inside Dornbirn, e il Messepark.

### Turismo
Dornbirn è situata in posizione centrale e offre ai turisti un buon punto di partenza per attività ed escursioni nei dintorni. Per questo motivo, nella cittadina si sono insediati numerosi alberghi ed è la seconda comunità turistica del Vorarlberg dopo il capoluogo di provincia Bregenz, al netto delle classiche aree di sport invernali.

### Energia
Dornbirn è uno dei 24 comuni austriaci (marzo 2019) che hanno ottenuto il massimo riconoscimento del progetto e5-Gemeinde Energia. Il “programma e5” sostiene i comuni austriaci incoraggiandoli a modernizzare le loro politiche energetiche e di protezione del clima, risparmiare energia e quindi costi, fare maggiore uso di fonti di energia rinnovabili.

## Infrastrutture e trasporti
Situata nel centro della valle del Reno, è sede di numerose linee di autobus. L'autostrada A14 Rheintal/Walgau Autobahn passa a occidente e ci sono due uscite per la città. Esistono quattro stazioni ferroviarie di media importanza e un piccolo aeroporto nella vicina Hohenems.
È servita dalle strade 190 e 204.

## Amministrazione
Nel Vorarlberg l'amministrazione è organizzata in modo decentrato. Da un lato, ciò è dovuto al fatto che il Vorarlberg non era una provincia indipendente fino al 1918 e quindi non aveva un capoluogo di provincia e le istituzioni erano divise tra le città più grandi.
Molte organizzazioni sono quindi divise tra le tre città più grandi del Land. Mentre il tribunale provinciale si trova a Feldkirch, il parlamento del Vorarlberg e altre istituzioni politiche hanno sede a Bregenz. Le seguenti importanti istituzioni pubbliche hanno sede a Dornbirn:
- Sede Vorarlberg dell'ORF (radiotelevisione austriaca)
- Università di scienze applicate del Vorarlberg (FH Vorarlberg)
- Vorarlberger Architektur Institut: istituzione culturale e formativa legata all'architettura e della cultura edilizia, con particolare attenzione a temi come pianificazione territoriale, sviluppo urbano, sociologia ed ecologia
- Sede regionale dell'Istituto di previdenza (Pensionsversicherungsanstalt)
- Wirtschaftsförderungsinstitut (WIFI) della Camera di Commercio del Vorarlberg: istituto austriaco di formazione professionale per adulti.
- Associazione medica del Vorarlberg

### Gemellaggi
- Kecskemét, dal 1993
- Sélestat, dal 2006
- Dubuque, dal 2013

## Sport

### Calcio
Il Fußballclub Dornbirn 1913, chiamato comunemente FC Dornbirn è la squadra della città. Milita in Erste Liga, la seconda serie del campionato austriaco di calcio. Il club fu fondato il 12 marzo 1913. Originariamente fra i colori sociali figurava anche il nero, in seguito eliminato.. Eric Orie è l'allenatore di calcio dell'FC Dornbirn dal 10 marzo 2024. Il club gioca le partite casalinghe nello stadio della Birkenwiese. Costruito nel 1935, ha una capacità di circa 12.000 spettatori.

### Hockey
La città ha ospitato il Campionato mondiale B maschile di hockey su pista nel 2010 e le gare di pattinaggio di figura del XII Festival olimpico invernale della gioventù europea nel 2015. 

### World Gymnaestrada
Nel 2007 e nel 2019, Dornbirn è stata città ospitante della World Gymnaestrada, festival di ginnastica organizzato dalla Federazione Internazionale di Ginnastica (FIG).